# Galena (Kansas)
Galena – miasto w Stanach Zjednoczonych, w południowo-wschodniej części stanu Kansas, w hrabstwie Cherokee.